# Río Chixoy
Der Río Chixoy, im Oberlauf auch Río Negro, im Unterlauf Río Salinas genannt, ist ein etwa 400 km langer Fluss in Guatemala. Neben dem Río La Pasión einen der beiden Quellflüsse des Río Usumacinta.

## Verlauf
Der Río Chixoy entspringt zwischen den nordöstlichen Ausläufern der guatemaltekischen Sierra Madre und der Sierra de los Cuchumatanes, südwestlich der Stadt Huehuetenango. Auf seinem Weg nach Osten bildet der Fluss zum Teil die Grenze zwischen dem Departamento Huehuetenango und seinen Nachbarn Totonicapán und Quiché. Letzteres durchquert der Río Negro in west-östlicher Richtung, um dann in Baja Verapaz im Chixoy-Stausee zu münden. Von dort aus fließt er als Río Chixoy zunächst kurz in nördlicher und westlicher Richtung weiter und mäandert dann in nördlicher Richtung bis zur mexikanischen Grenze, wobei er bis dorthin die Departamentos Alta Verapaz und Quiché teilt. Nordwestlich des Chixoy-Stausees trennt der Fluss auch die Sierra de los Cuchumatanes im Westen von der Sierra de Chamá (auch „Verapaz-Berge“) im Osten. Der Fluss bildet als größtenteils schiffbarer Rìo Salinas auf etwa 100 km die Grenze zwischen dem Departamento El Petén und Mexiko. Beim Grenzübergang Pipiles trifft der Río Salinas auf den Río La Pasión und bilden zusammen den Río Usumacinta, welcher dann im Norden im Golf von Mexiko mündet.

## Wasserkraftwerke
Der mittlere Jahresabfluss des Río Chixoy (oder Río Negro bzw. Río Salinas) beträgt etwa 555 m³/s. Ab dem Jahr 1977 wurde der Fluss zwischen Rabinal und Cobán bei Santa Ana gestaut und ein großes Wasserkraftwerk gebaut. Für den über 140 km² großen Stausee der Talsperre Chixoy wurden mehrere Gemeinden zwangsweise umgesiedelt. Die Proteste führten zwischen 1980 und 1982 zu mehreren Massakern an der indigenen Bevölkerung, wobei die Regierungskräfte die einheimische Bevölkerung beschuldigten, die linksgerichtete Guerilla im Bürgerkrieg zu unterstützen. Besonders betroffen war die Ortschaft Río Negro.
Ein weiteres Kraftwerk mit einem 32 km² großen Stausee soll nahe der mexikanischen Grenze bei Playa Grande im Municipio Ixcán entstehen.